# El Lábaro
El Lábaro fue un periódico editado en la ciudad española de Valencia en 1887.

## Descripción
Subtitulado «diario católico tradicionalista», apareció en torno al 12 de abril de 1887. Salía en cuatro páginas de 50 por 36 centímetros y a cuatro columnas, que veían la luz en la Imprenta Católica de la calle del Puerto de la capital valenciana. En el número 9, de 21 de abril, se daba cuenta de que Jaime Martí Bestard había asumido la dirección de la publicación. Enemigo de Ramón Nocedal, el periódico fue desautorizado por Francisco Cavero desde El Intransigente por haber desobedecido las órdenes de Juan Nepomuceno de Orbe, marqués de Valdespina, referentes a la prensa. Solo se llegaron a publicar sesenta y un números.